# Pelau
El pelau es un plato de arroz tradicional de las Antillas francesas, particularmente las islas de Guadalupe y Dominica, y popularizado también en las Antillas inglesas, particularmente Santa Lucía, Trinidad y Tobago, Granada y San Vicente y las Granadinas. Consiste en arroz con carne de pollo o de res, guandules o caupíes, leche de coco y azúcar; también suele incluir diversas hortalizas y aromatizarse con especias, como cardamomo, clavo de olor, comino y cilantro. Para prepararse, primeramente se carameliza la carne y luego el resto de ingredientes se añaden uno por uno, resultando en un potente estofado.
Un método de preparación alternativo es saltear la carne, precocer el arroz, preparar el plato y cocerlo en horno. Tradicionalmente se acompaña de diversos platos más ligeros, como la ensalada de col.
El pelau comparte sus orígenes con el pilaf, un método de preparar el arroz típico de Asia Central, Oriente Medio y España, muy relacionado con otros platos de arroz como la paella española, el asopado caribeño o el arroz a la tumbada mexicano. Por sus características, el pelau se considera un plato criollo. Cuando la isla estaba bajo el dominio colonial español, una versión de la paella se transmitió a los esclavos, quienes transformaron el plato. La caramelización de la carne se remonta a las tradiciones de preparación africanas. Con el paso del tiempo, el método básico de preparación del pilaf, la caramelización de la carne y las influencias de la cocina trinitense (especialmente en lo que respecta a los ingredientes disponibles) se mezclaron en el pelau actual.

## Lecturas complementarias
- Fraser, Mark (9 de enero de 2015). «Making a Trini pelau». Daily Express (en inglés). Consultado el 12 de diciembre de 2020.
- Donato, Al (2 de octubre de 2016). «Pelau Is A Trinidadian One-Pot Wonder Dish, Says Chef Roger Mooking». HuffPost Canada (en inglés). Consultado el 12 de diciembre de 2020.